# Space Cowboy
Nicolas Jean-Pierre "Nick" Dresti, beter bekend onder zijn pseudoniem Space Cowboy (Nogent-sur-Seine, 5 maart 1975), is een van oorsprong Franse dj en producer.

## Biografie

### 1996-2006: Begin carrière
Dresti begon zijn carrière onder zijn pseunodiem DJ Supreme. Zijn eerste hit was Tha Wildstyle, die op nummer 39 stond in de UK Singles Chart in 1996, en na opnieuw te zijn uitgebracht in 1997 de 24e positie bereikte. Het nummer stond ook op nummer 40 in de U.S. Dance chart.
Dresti had ook succes met zijn single Up to the Wildstyle in 1999, waarmee hij in het Verenigd Koninkrijk de 10e positie bereikte. Dit was een mash-upversie van zijn eerdere hit samen met Up To No Good van Porn Kings.
In 2002, onder zijn nieuwe artiestennaam Space Cowboy, bracht hij een cover uit, I would Die 4 U van Prince, waarmee hij hoog in de UK Dance Charts terechtkwam. Het nummer heeft op de 10e positie gestaan in de UK Singles Chart.
Dresti remixte in 2004 Fergies Glamorous, dat de 2e positie bereikte in de U.S. Billboard Hot Dance Airplay Chart in 2004.
Zijn debuutalbum Across The Sky werd uitgebracht door Fatboy Slims label Southern Fried Records. In Japan, waar het het op twee na beste elektronica-album van 2004 was, werd het album uitgebracht door Sony Music Japan.
In 2005 verscheen zijn tweede album Big City Nights onder het label Tiger Trax UK, waarvan hij mede-eigenaar is, en Sony Music Japan.

### 2007-heden: Digital Rock
In 2007 bracht Dresti zijn derde album uit, Digital Rock. De hoofdsingle My Egyptian Lover, samen met de vrouwelijke rapper Nadia Oh, bereikte de 45e positie in de UK Singles Chart.
Dresti kwam in 2007 officieel binnen bij de labels Interscope en Cherrytree en bracht zijn derde album Digital Rock opnieuw uit. In 2007 remixte hij ook Marilyn Mansons eerste single, Heart-Shaped Glasses, van het album Eat Me, Drink Me.
In het voorjaar van 2008 bracht Dresti een nieuwe single uit, Something 4 The Weekend, opnieuw samen met Nadia Oh, van haar album Hot Like Wow. Dresti was een van de zestien internationale muziekacts op het Nano-Mugen Festival in 2008. Het nummer Across the Sky was uitgebracht ter promotie van dit festival.
In 2008 werkte Dresti met Lady Gaga aan haar nummer Starstruck en de feestelijke hit Christmas Tree. Hij speelde ook in onder anderen de video's Poker Face, Just Dance, Beautiful, Dirty, Rich van Lady Gaga, en remixte dat nummer voor het album Poker Face: The Remixes. Verder toerde Dresti ook met Lady Gaga door Europa. Ook werkte hij met haar mee aan haar album The Fame Monster. Zijn stem was onder anderen te horen als achtergrondstem van 'Monster' en 'So Happy I Could Die' .
In april 2009 kwam een nieuwe single van Dresti uit, getiteld Falling Down, samen met Chelsea Korka (van The Paradiso Girls). Het nummer bevat samples van RedOne en Lady Gaga. Het nummer werd ook gebruikt in een scène van de Disneyfilm G-Force.

## Discografie

### Singles
| Single met eventuele hitnotering(en) in de Nederlandse Top 40 | Datum van verschijnen | Datum van binnenkomst | Hoogste positie | Aantal weken | Opmerkingen                  |
| ------------------------------------------------------------- | --------------------- | --------------------- | --------------- | ------------ | ---------------------------- |
| Tha Wildstyle                                                 | 1996                  | 18-01-1997            | tip14           | -            | als DJ Supreme               |
| Up To The Wildstyle                                           | 1999                  | 30-01-1999            | tip2            | -            | als Porn Kings vs DJ Supreme |
| Falling Down                                                  | 2009                  | 15-08-2009            | tip10           | -            | met Chelsea Korka            |

### Albums
- Across the Sky (2003)
- Big City Nights (2005)
- Digital Rock (2007)
- Digital Rock Star (2009)